# Ángel Manuel Vivar Dorado
Ángel Manuel Vivar Dorado (nascut el 12 de febrer de 1974 a Madrid) és un exfutbolista professional madrileny